# Sandra Pierrette Kanzie
Sandra Pierrette Kanzié (Abiyán, Costa de Marfil, 14 de abril de 1966) es poetisa y la primera mujer de Burkina Faso en publicar un libro en ese país.

## Biografía
Nació en Abiyán el 14 de abril de 1966. Su familia se mudó a Burkina Faso y ella asistió a la escuela primaria en Bobo-Dioulasso et Bo.  A Kanzié le encantaba escribir desde muy joven.  En 1988,se graduó de secundaria en el Lycee Mixte Montaigne, Uagadugú. Estudió el primer año de su licenciatura en la Universidad de Uagadugú, luego se mudó a Dakar para estudiar Filosofía.

## Trayectoria literaria
Kanzié es una poetisa de Burkina Faso que escribe en francés. Un número cada vez mayor de mujeres de Burkina Faso han publicado en este país desde la década de 1980 además de Kanzié, Bernadette Dao y Angele Bassole-Ouedraogo. Su trabajo ha sido publicado en Women's Studies Quarterly para ilustrar la escritura de mujeres de su país.
Kanzié está considera como la primera mujer de Burkina Faso en ser publicada. Su primer libro Les tombes qui pleurent se publicó en 1987, mucho antes que escritoras como Bernadette Dao y Rosalie Tall, a pesar de que habían estado escribiendo mucho antes que ella. Estos poemas fueron escritos después de que su hermano se ahogara y están llenos de dolor. La obra se enmarca como diálogos desgarradores entre una madre y un hijo.

## Publicaciones
- Les tombes qui pleurent (Impr. nouvelle du Centre, 1987)[9]